# Vụ tấn công hóa học tại Huế
Vụ tấn công hóa học tại Huế diễn ra vào ngày 3 tháng 6 năm 1963, khi binh sĩ lục quân Việt Nam Cộng hòa dùng lựu đạn hơi cay ném vào các Phật tử đang tập trung cầu nguyện tại Huế, Việt Nam Cộng Hòa. Các Phật tử đang biểu tình phản đối việc phân biệt đối xử tôn giáo từ chính quyền Tổng thống Ngô Đình Diệm (một người theo đạo Công giáo Roma). Vụ tấn công đã khiến 67 người phải nhập viện vì bị bỏng và các triệu chứng liên quan đến đường hô hấp.
Các cuộc biểu tình phản đối trên là một phần của cuộc Khủng hoảng Phật giáo khi đa số Phật tử triển khai các đợt biểu tình đòi bình đẳng tôn giáo sau vụ 8 người bị giết chết khi đang biểu tình phản đối chống lại lệnh cấm của chính quyền về việc treo cờ Phật giáo vào ngày lễ Phật Đản. Sự việc đã khiến Hoa Kỳ cảnh báo ngừng viện trợ cho chính phủ Ngô Đình Diệm. Vài tháng sau, Hoa Kỳ ngừng cung cấp viện trợ, quân đội Việt Nam Cộng hòa coi đây là "đèn xanh" để tiến hành cuộc đảo chính. Một cuộc điều tra đã xác định chất hóa học được sử dụng là từ lựu đạn hơi cay cũ của Pháp (những quả lựu đạn này trước đó không hoạt động như mong đợi). Kết quả điều tra đã giúp các binh sĩ lục quân thoát khỏi những cáo buộc sử dụng chất độc và khí mù tạt. Sức ép từ dư luận sau vụ tấn công đã buộc Tổng thống Diệm phải bổ nhiệm một ủy ban gồm ba Bộ trưởng để tiến hành đàm phán với các nhà lãnh đạo Phật giáo về vấn đề bình đẳng tôn giáo. Cuộc đàm phán đã dẫn tới việc ký kết Thông cáo chung, tuy nhiên các thỏa thuận trong Thông cáo không được thực thi. Các cuộc biểu tình quy mô lớn vẫn tiếp diễn, dẫn đến việc Ngô Đình Diệm bị ám sát trong một cuộc đảo chính quân sự.

## Bối cảnh
Theo các thống kê, tín đồ Phật giáo tại Việt Nam chiếm khoảng 70 đến 90 phần trăm dân số. Các chính sách của Tổng thống Ngô Đình Diệm bị chỉ trích là thiên vị cho đạo Công giáo. Là một tín đồ Công giáo tại Việt Nam, ông đã ban hành các chính sách ưu tiên dành cho các tín đồ Công giáo. Các nhà sử học cho rằng chính quyền đã thiên vị các tín đồ Công giáo trong việc cung cấp dịch vụ công, thăng chức trong quân đội, phân bố đất đai, đặc quyền kinh doanh và miễn trừ thuế.
Gia đình ông Diệm đã tiếp quản các doanh nghiệp thuộc sở hữu của các tín đồ Phật giáo nhằm làm giàu cho chính họ. Nhiều sĩ quan cấp cao trong biên chế quân đội Việt Nam Cộng hòa đã cải đạo sang Công giáo với niềm tin sự nghiệp quân sự của họ phụ thuộc vào việc này. Trong một lần trò chuyện với một sĩ quan cấp cao (ông quên người này là Phật tử), ông Diệm từng nói rằng: "Nên bố trí các sĩ quan Công giáo vào các vị trí nhạy cảm. Họ là những người ta có thể tin tưởng". Trong quá trình cung cấp vũ khí cho các tổ dân phòng chống quân du kích Việt Cộng, chỉ những người theo đạo Công giáo mới được nhận vũ khí. Một số khu vực đã xảy ra các trường hợp cải đạo cưỡng bức, cướp bóc và bắn phá các ngôi chùa Phật giáo. Một số làng Phật giáo chịu cải đạo hàng loạt để được nhận viện trợ hoặc tránh bị chính quyền ép tái định cư.
Giáo hội Công giáo là tổ chức sở hữu lượng đất đai lớn nhất cả nước. Trong khi đó Phật giáo vẫn bị coi là tổ chức tư nhân  do chính quyền Pháp thuộc áp đặt. Tình trạng trên khiến mọi hoạt động công cộng như xây dựng chùa chiền hoặc tổ chức các buổi lễ cần phải được phê duyệt từ chính quyền. Sau khi ông Diệm lên làm Tổng thống, quy định vẫn này không được bãi bỏ. Đất đai do Giáo hội Công giáo sở hữu không bị ảnh hưởng bởi chương trình cải cách ruộng đất. Trên thực tế, người theo đạo Công giáo không phải chịu nghĩa vụ lao động cưỡng bức mà chính quyền đặt ra cho tất cả người dân. Trong thời gian ông Diệm cầm quyền, Giáo hội Công giáo Roma được hưởng nhiều đặc quyền trong việc sở hữu bất động sản. Quốc kỳ Thành Vatican thường xuất hiện tại các sự kiện công cộng quy mô lớn tại miền Nam Việt Nam.
Ngày 7 tháng 5 năm 1963, các quan chức chính phủ đã áp dụng Đạo dụ số 10 (một đạo luật hiếm khi được thực thi từ năm 1958), việc này đã khiến cho cờ Phật giáo không được treo vào ngày lễ Phật Đản, ngày sinh của Thích-ca Mâu-ni. Việc thực thi Đạo dụ số 10 đã gây ra phẫn nộ trong cộng đồng Phật giáo, đặc biệt khi thời điểm thực thi lại gần sát lễ hội tôn giáo quan trọng nhất trong năm. Vì chỉ trước trước đó 1 tuần, người Công giáo lại được phép treo quốc kỳ Vatican trong lễ tấn phong Tổng giáo mục Ngô Đình Thục - anh trai của ông Diệm. Tại thành phố Huế ngày 8 tháng 5, một đám đông Phật tử đã tụ tập biểu tình phản đối lệnh cấm treo cờ Phật giáo. Cảnh sát và quân đội đã giải tán cuộc biểu tình bằng cách khai hỏa và ném lựu đạn vào đám đông khiến 9 người thiệt mạng.
Ông Diệm từ chối nhận trách nhiệm cho hành động của chính phủ trong vụ việc, thay vào đó đổ lỗi cho quân du kích Việt Cộng. Hành động này đã làm dấy lên sự bất bình trong cộng đồng Phật giáo, là tiền đề cho các phong trào biểu tình của các Phật tử, nhằm phản đối sự phân biệt đối xử tôn giáo của chính quyền. Sự kiện này về sau còn được gọi là 'Khủng hoảng Phật giáo', tạo ra phong trào bất tuân pháp luật kéo dài suốt tháng 5 tại miền Nam Việt Nam. Những cuộc biểu tình này đề ra mục tiêu là bãi bỏ Đạo dụ số 10 và đòi hỏi việc thực thi bình đẳng tôn giáo. Trong thời kỳ Chiến tranh Lạnh, Hoa Kỳ (quốc gia viện trợ chính cho Việt Nam Cộng hòa) đã cử 16,000 cố vấn quân sự đến đây nhằm hỗ trợ quân đội Việt Nam Cộng hòa chiến đấu chống lại Việt Cộng, một phong trào nổi dậy nhằm thống nhất Việt Nam dưới chế độ cộng sản. Chính phủ Hoa Kỳ muốn mâu thuẫn với Phật tử được giải quyết sớm để tránh ảnh hưởng đến tinh thần của người dân và làm gián đoạn cuộc chiến với Việt Cộng.

## Diễn biến
Ngày 3 tháng 6, các Phật tử đã tiếp tục phát động các cuộc biểu tình trên toàn quốc. Vào buổi sáng cùng ngày, khoảng 500 Phật tử (hầu hết là người trẻ tuổi) đã tụ tập tại văn phòng đại diện chính phủ. 300 binh sĩ được triển khai để bảo đảm an ninh trật tự. Đám đông và một viên chức chính phủ (cầm loa phóng thanh) bắt đầu đổ lỗi cho nhau. Khi người viên chức tuyên bố có Việt Cộng lẫn trong đám đông, quân đội đã chĩa súng về phía người biểu tình.
Khi đám đông đáp trả bằng cách gọi các binh sĩ là "đám sát nhân ngu ngốc", quân đội đã trang bị lưỡi lê và mặt nạ phòng độc trước khi lao vào đám đông và ném lựu đạn hơi cay vào họ. Một số người biểu tình đã bỏ chạy, trong khi những người khác vẫn đứng yên và cầu nguyện. Hậu quả đáng tiếc được ngăn chặn nhờ sự can thiệp kịp thời của một vị lãnh đạo Phật giáo. Ông đã khuyên những người biểu tình lui về các ngôi chùa để điều trị vết thương hoặc trở về nhà. Khi thấy cổng chùa bị chặn bởi hàng rào kẽm gai, một số người biểu tình lại ngồi xuống và tiếp tục cầu nguyện. Các binh sĩ trang bị mặt nạ phòng độc buộc phải giải tán cuộc biểu tình sau 3 giờ đồng hồ. Trong khi đó tại Huế, tình hình trở nên phức tạp khi ông Diệm ban hành lệnh cấm biểu tình và ra lệnh cho quân đội bắt giữ những ai tham gia phong trào phản đối dân sự. Vào lúc 13:00, khoảng 1.500 người biểu tình tại cầu Bến Ngự bên bờ sông Hương, rồi từ đây hướng về chùa Từ Đàm để tổ chức một cuộc tuần hành. Một cuộc chạm trán đã nổ ra khi những người biểu tình cố gắng vượt qua cầu. Lục quân VNCH đã triển khai đến 6 đợt tấn công bằng hơi cay và chó nghiệp vụ nhưng không thể giải tán được đám đông.
Từ trên xe tải, các viên chức chính phủ đã dùng loa phóng thanh kêu gọi các Phật tử (hầu hết là học sinh, sinh viên) nên giải tán. Các thông báo từ chính quyền bị chế giễu khi phát ngôn viên cho rằng Việt Cộng là nguyên nhân gây ra tình trạng này. Đến 18:30, quân đội tại hiện trường đã dùng một chất lỏng màu nâu đỏ rót lên đầu những người đang cầu nguyện. Hậu quả là 67 Phật tử phải nhập viện vì chấn thương hóa học. Trong số những người nhập viện, có 40 người bị bỏng cấp độ 2, các triệu chứng bao gồm da bị phồng rộp nặng kèm theo các bệnh liên quan đến đường hô hấp. Phản ứng quyết liệt của đám đông trước việc sử dụng khí độc đã biến vụ việc thành thảm họa quan hệ công chúng cho ông. Cùng lúc đó, các cuộc biểu tình cũng diễn ra tại thị xã Quảng Trị và Nha Trang, cả hai đều nằm trong vùng duyên hải miền Trung.

## Phản ứng và điều tra
Đến nửa đêm, lệnh giới nghiêm và thiết quân luật được ban bố. Tin đồn về việc ba người đã chết bắt đầu lan truyền, tạp chí Newsweek đưa tin rằng cảnh sát đã ném chất gây phồng rộp vào đám đông. Có một số nguồn tin cậy cho rằng ông Diệm đang lập kế hoạch cho một cuộc xung đột quân sự với người Phật giáo. Một ngày sau cuộc tấn công, ông Diệm đã bổ nhiệm Trần Ngọc Châu làm tỉnh trưởng tại Đà Nẵng - thành phố lớn nhất miền Trung Việt Nam, đây được xem là một nỗ lực nhằm xoa dịu các cuộc biểu tình. Trong khi đó, những người tham gia biểu tình mà không phải nhập viện đã quay về chùa và duy trì lệ ăn chay. Đáp lại, chính quyền đã thiết lập hàng rào kẽm gai xung quanh chùa và ngắt điện, nước. Mọi hoạt động ra vào xung quanh khu vực đều bị lực lượng cảnh sát ngăn chặn.
Tổng Lãnh sự Hoa Kỳ John Helble nghi ngờ các binh sĩ lục quân VNCH đã sử dụng hơi cay, trong một báo cáo gửi Đại sứ quán Hoa Kỳ tại Sài Gòn, ông Helble đã ghi nhận rằng "có khả năng đã sử dụng một loại khí khác, gây nên các vết phồng rộp trên da". Mặc dù chất này chưa được xác định, nhưng ông Helble nhấn mạnh rằng Bộ Ngoại giao Hoa Kỳ  đang bày tỏ mối lo ngại về khả năng đã sử dụng khí độc, bởi các triệu chứng xuất hiện không đồng nhất với việc tiếp xúc với hơi cay thông thường.
Ông Helble cho rằng nếu việc này là thật, Hoa Kỳ nên yêu cầu Tổng thống Diệm lên án hành vi của quân đội và xử lý những người có liên quan. Trong trường hợp ông Diệm từ chối, Hoa Kỳ cần đe dọa lên án công khai và cắt đứt mối quan hệ với Sài Gòn. Trong khi Hoa Kỳ đang lên án việc sử dụng lực lượng quân đội để đàn áp các cuộc biểu tình dân sự, chính phủ Việt Nam Cộng hòa cho rằng lực lượng cảnh sát tại Huế không được huấn luyện chống bạo động như đồng nghiệp của họ tại Sài Gòn. Chính quyền Ngô Đình Diệm yêu cầu Hoa Kỳ đưa 350 quân nhân từ Vũng Tàu ở phía Nam để ổn định tình hình tại Huế, nhưng Hoa Kỳ đã từ chối yêu cầu này. Ngày hôm sau, Ngoại trưởng William Trueheart đến gặp Bộ trưởng ngoại giao Nguyễn Đình Thuần, cả hai người thảo luận về những cáo buộc sử dụng khí gây phồng rộp. Ông Thuần tỏ ra ngạc nhiên và hỏi Trueheart về khái niệm "khí gây phồng rộp", ông Trueheart giải thích rằng các triệu chứng mà nạn nhân gặp phải tương đồng với triệu chứng khi tiếp xúc với khí mù tạt, và ông cũng đã đưa ra lời cảnh báo từ phía Hoa Kỳ: nếu chính quyền này tiếp tục sử dụng vũ khí hóa học trong các cuộc tấn công, Hoa Kỳ sẽ không ngần ngại lên án công khai. Sau các cuộc tấn công, đã có thông tin trên báo cho biết Không quân Hoa Kỳ đã tham gia vận chuyển binh sĩ thuộc Sư đoàn Nhảy dù đến Huế. Tuy nhiên sau hai ngày, một phát ngôn viên của Bộ Ngoại giao Hoa Kỳ đã phủ nhận thông tin trên, khẳng định rằng không có máy bay hay nhân viên Hoa Kỳ nào tham gia vào việc vận chuyển quân nhân hay cảnh sát Việt Nam.
Ông Thuần đã cho tiến hành một cuộc điều tra về việc sử dụng vũ khí hóa học với những người biểu tình. Kết quả điều tra đã giúp chính quyền Ngô Đình Diệm thoát khỏi những cáo buộc nghiêm trọng nhất việc sử dụng khí độc và khí mù tạt. Trước khi chính quyền Ngô Đình Diệm bị đảo chính vào tháng 11, báo cáo của cuộc điều tra tuyên bố rằng chỉ có lựu đạn hơi cay được sử dụng. Thêm vào đó, chất lỏng từ lựu đạn đã trút trực tiếp lên người biểu tình sau khi chúng không bay hơi như thiết kế ban đầu. Trước tháng 2 năm 1964, một ủy ban do tướng Trần Văn Đôn chủ trì đã đưa ra kết luận rằng loại hơi cay được sử dụng là do lực lượng thực dân Pháp để lại từ thập kỷ 1950. Loại hơi cay này được chứa trong các bình thủy tinh dưới dạng lỏng và sẽ chuyển thành dạng khí khi tiếp xúc với axit. Nguyên nhân gây ra vết thương được cho là do axit không thể chuyển hợp chất từ dạng lỏng sang dạng khí như mong đợi. Các nhà hóa học thuộc Quân đội Hoa Kỳ tại Maryland đã xác nhận rằng loại hơi cay được sử dụng có nguồn gốc từ các bình chứa từ thời Cộng hòa Pháp tham gia chiến tranh thế giới thứ nhất. Trong Thế chiến I, quân Pháp đã sử dụng hơi cay - một hỗn hợp của chloroacetone và ethyl bromoacetate để đối phó với quân Đức tại trận Ypres của mặt trận phía Tây. Loại hơi này nổi tiếng vì khả năng gây kích ứng mạnh lên niêm mạc.
Chloroacetone chuyển sang màu nâu cam khi tiếp xúc với ánh sáng, trong khi ethyl bromoacetate chuyển thành màu vàng ở nhiệt độ môi trường ngoại vi nhiệt đới. Cả hai chất này đều có màu sắc tương tự như chất lỏng đã được sử dụng trên người biểu tình. Mặc dù một số loại hơi cay của Pháp có chứa các chất có thể gây tử vong như phosgene oxime. hoặc hydrogen cyanide nhưng không một người nào thiệt mạng trong sự kiện này.

## Kết cục
Trước những chỉ trích liên quan đến việc sử dụng hóa chất, ông Diệm đã chấp nhận tiến hành đàm phán chính thức với các nhà lãnh đạo Phật giáo. Một Ủy ban Liên bộ gồm ba thành viên được thành lập, với Phó Tổng thống Nguyễn Ngọc Thơ làm chủ tịch, cùng Nguyễn Đình Thuần và Bộ trưởng Bộ Nội vụ Bùi Văn Lương. Cuộc đàm thoại đầu tiên với các nhà lãnh đạo Phật giáo đã diễn ra hai ngày sau các cuộc tấn công, một trong những vấn đề được thảo luận là vụ vây hãm chùa tại Huế và việc ngừng biểu tình nếu quyền bình đẳng tôn giáo được thực thi. Trong bài phát biểu công khai ngày 7 tháng 6, ông Diệm thừa nhận rằng một phần của sự căng thẳng xuất phát từ việc nội các của mình không có "sự hiểu biết và nhạy cảm đủ độ". Mặc dù vậy, ông không trực tiếp thừa nhận bất kỳ lỗi lầm nào liên quan đến các vụ bạo lực đã xảy ra tại Huế kể từ khi cuộc Khủng hoảng Phật giáo bắt đầu vào tháng 5. Mặc dù các cuộc biểu tình vẫn tiếp diễn, thậm chí còn có những vụ tự thiêu công khai của các nhà sư như Hòa thượng Thích Quảng Đức, bản Thông cáo chung vẫn được kí kết vào tháng 6 với lời hứa sẽ chấm dứt cuộc Khủng hoảng Phật giáo.
Thông cáo chung không được thực thi và tình hình tiếp tục trở nên xấu đi, đặc biệt sau khi gia đình Ngô Đình ra lệnh cho Lực lượng Đặc biệt tấn công các ngôi chùa Phật giáo trên toàn quốc vào ngày 21 tháng 8. Hoa Kỳ đã lên tiếng phản đối những cuộc tấn công này, đồng thời bắt đầu giảm viện trợ cho Lực lượng Đặc biệt - quân đội tư nhân của gia đình Ngô, cũng như các chương trình khác của chính phủ mà gia đình này đang kiểm soát. Nhận thấy đây là tín hiệu Hoa Kỳ sẽ không can thiệp để bảo vệ ông Diệm, quân đội đã tiến hành một cuộc đảo chính, dẫn đến việc ông Diệm bị ám sát. Việc Ngô Đình Diệm bị lật đổ đã dẫn đến một giai đoạn bất ổn chính trị, với việc các chính quyền quân sự liên tục lật đổ nhau. Những biến động này làm suy giảm sức mạnh quân sự, khi quân Giải phóng đạt những thành tựu đáng kể trong việc chống lại quân đội Việt Nam Cộng hòa. Điều này đã buộc Hoa Kỳ triển khai hàng trăm nghìn quân nhân vào năm 1965, làm gia tăng quy mô của chiến tranh Việt Nam.

### Ấn phẩm
- Buttinger, Joseph (1967). Vietnam: A Dragon Embattled. Praeger Publishers.
- Fall, Bernard B. (1963). The Two Viet-Nams: A Political and Military Analysis. Praeger Publishers.
- Gettleman, Marvin E. (1966). Vietnam: History, Documents and Opinions on a Major World Crisis. Penguin Books.
- Hammer, Ellen J. (1987). A Death in November: America in Vietnam, 1963. New York City: E. P. Dutton. ISBN 0-525-24210-4.
- Jacobs, Seth (2006). Cold War Mandarin: Ngo Dinh Diem and the Origins of America's War in Vietnam, 1950–1963. Lanham, Maryland: Rowman & Littlefield. ISBN 0-7425-4447-8.
- Jones, Howard (2003). Death of a Generation: how the assassinations of Diem and JFK prolonged the Vietnam War. New York City: Oxford University Press. ISBN 0-19-505286-2.
- Karnow, Stanley (1997). Vietnam: A history. New York City: Penguin Books. ISBN 0-670-84218-4.
- Moyar, Mark (2006). Triumph Forsaken: The Vietnam War, 1954–1965. New York City: Cambridge University Press. ISBN 0-521-86911-0.
- Price, Richard MacKay (1997). The Chemical Weapons Taboo. Cornell University Press. ISBN 0-8014-3306-1.
- Tucker, Spencer C. (2000). Encyclopedia of the Vietnam War. Santa Barbara, CA: ABC-CLIO. ISBN 1-57607-040-9.
- Verwey, Wil D. (1977). Riot Control Agents and Herbicides in War: Their Humanitarian, Toxicological, Ecological, Military, Polemological, and Legal Aspects. Brill. ISBN 90-286-0336-0.

### Báo chí và website
- ""The Situation In South Vietnam – SNIE 53-2-63" [Tình hình miền Nam Việt Nam  – SNIE 53-2-63]. The Pentagon Papers (bằng tiếng Anh). ngày 15 tháng 6 năm 2011. Lưu trữ bản gốc ngày 9 tháng 11 năm 2017. Truy cập ngày 21 tháng 8 năm 2007.
- Halberstam, David (ngày 5 tháng 6 năm 1963). "67 Buddhists Hurt in Vietnam Clash" [67 Phật tử bị thương trong cuộc xung đột tại Việt Nam]. The New York Times (bằng tiếng Anh). tr. 1.
- ——— (ngày 7 tháng 6 năm 1963). "Buddhist Accord Sought in Saigon Clash" [Tìm kiếm thỏa thuận với Phật giáo tại Sài Gòn]. The New York Times (bằng tiếng Anh). tr. 6.
- "South Vietnam: Whose funeral pyre?" [Miền Nam Việt Nam: Tro tàn của ai?]. The New Republic (bằng tiếng Anh). ngày 29 tháng 6 năm 1963.
- "Diem Concession Won by Buddhists" [Phật tử giành được sự nhượng bộ từ Diệm]. The New York Times (bằng tiếng Anh). ngày 8 tháng 6 năm 1963. Truy cập ngày 12 tháng 8 năm 2023.
- "Diệm's other crusade" [Cuộc thánh chiến khác của Diệm]. The New Republic (bằng tiếng Anh). ngày 22 tháng 6 năm 1963.
- "The Religious Crisis" [Khủng hoảng Tôn giáo]. TIME (bằng tiếng Anh). ngày 14 tháng 6 năm 1963. Lưu trữ bản gốc ngày 26 tháng 6 năm 2015. Truy cập ngày 21 tháng 8 năm 2007.
- "Chloroacetone". International Programme on Chemical Safety. Truy cập ngày 12 tháng 8 năm 2023.
- "Occupational Safety and Health Guideline for Chloroacetone" [Hướng dẫn An toàn và Sức khỏe Nghề nghiệp cho Chloroacetone]. United States Department of Labor - Occupational Safety and Health Administration (bằng tiếng Anh). Lưu trữ bản gốc ngày 25 tháng 9 năm 2012. Truy cập ngày 6 tháng 6 năm 2008.
- "Ethyl 2-bromoacetate". Chemicalland21. Truy cập ngày 29 tháng 3 năm 2009.
- Natelson, S; Gottfried, S (1955). "Ethyl Bromoacetate". Organic Syntheses. Truy cập ngày 12 tháng 8 năm 2023.